# Raphaël Varga van Kibéd en Makfalva
Sándor Marnix Raphaël Varga van Kibéd en Makfalva (Amsterdam, 5 september 1955) is een Nederlands diplomaat. 

## Loopbaan
Varga studeerde Letteren aan de Universiteit van Amsterdam en trad in 1997 in dienst bij het Ministerie van Buitenlandse Zaken.
Tussen 2009 en 2011 was hij plaatsvervangend ambassadeur in Boedapest, tussen 2011 en 2015 plaatsvervangend ambassadeur in Cairo en tussen 2016 en 2019 plaatsvervangend ambassadeur in Warschau. Op 30 oktober 2019 is Varga van Kibéd en Makfalva beëdigd tot ambassadeur te Port of Spain. 